# Mam'zelle Minouche
Mam'zelle Minouche est une série de bande dessinée de détective française créée par le scénariste Roger Lécureux et le dessinateur Raymond Poïvet. Elle est publiée sous forme de comic strip dans le quotidien généraliste L'Humanité du 11 septembre 1961 au 15 juin 1976. Pierre Dupuis succède à Poïvet après seize épisodes en 1964.
Minouche est une jeune secrétaire blonde passionnée de littérature policière qui est parvenu à trouver un emploi dans un petit cabinet de détective, ce qui lui permet de mener diverses enquêtes.